# Bruno Barbey
Bruno Barbey (13. února 1941, Maroko - 9. listopadu 2020, Orbais-l'Abbaye) byl francouzský fotoreportér.

## Životopis
Absolvoval uměleckou školu ve švýcarském Vevey a stal se členem agentury Magnum Photos. Proslavil se svými fotografiemi z pařížských studentských nepokojů v květnu 1968, dokumentoval také válku ve Vietnamu, jomkipurskou válku, čínskou kulturní revoluci, zelený pochod na Západní Sahaře nebo protesty Solidarity v Polsku. Věnuje se také portrétní fotografii. Vydal knihu fotografií z Maroka, k nimž napsali texty Jean-Marie Gustave Le Clézio a Tahar Ben Jelloun. V roce 2016 byl uveden do Académie des beaux-arts.

## Publikace

### Barbeyho publikace
- Naples. Švýcarsko: Rencontre, 1964.
- Camargue. Švýcarsko: Rencontre, 1964.
- Portugal. Švýcarsko: Rencontre, 1966.
- Kenya. Švýcarsko: Rencontre, 1966.
- Koweït. Švýcarsko: Rencontre, 1967.
- Ecosse. Švýcarsko: Rencontre, 1968.
- Ceylan. Francie: André Barret, 1974.
- Iran. Jeune Afrique, 1976.
- Nigeria. Francie: Jeune Afrique, 1978.
- Bombay. Netherlands: Time & Life, 1979.
- Pologne. Francie: Arthaud, 1982.
- Le Gabon. Francie: Chêne, 1984.
- Portugal. Německo: Hoffmann & Campe, 1988.
- Fès, immobile, immortelle. Francie: Imprimerie Nationale, 1996.
- Gens des nuages. Francie: Stock, 1997.
- Mai 68. Francie: Différence, 1998.
- Photo Poche. Francie: Nathan, 1999.
- Essaouira. Francie: Chêne, 2000.
- Les Italiens. Francie: Martinière, 2002.
- Maroc. Francie: Martinière, 2003.
- 1968, Bruno Barbey. Istanbul, Turecko: Fotografevi, 2008.
- Italyanlar / Italians. Turecko: Yapi Kredi, 2008.
- Bruno Barbey's Istanbul. Turecko: Yapi Kredi, 2009.
- Passages. Paříž: La Martinière, 2015. ISBN 978-2732455723. Anglicky a francouzsky.

### S příspěvky Barbeyho
- Magnum Contact Sheets. Editor: Kristen Lubben.
  - Magnum Contact Sheets. London: Thames & Hudson, 2011. ISBN 9780500544129.
  - Magnum Contact Sheets. London: Thames & Hudson, 2014. ISBN 978-0500544310. Compact edition.
  - Magnum Contact Sheets: The Collector's Edition: Bruno Barbey, Paris Riots, 1968. Londýn: Thames & Hudson, 2011. ISBN 978-0500544129.

## Filmy
- The Bakery Girl of Monceau (1963) – režie: Éric Rohmer, kamera: Barbey
- Mai 68 (1968) – 16 mm, čb
- 3 Jours, 3 Photographes (1979) – režie: F. Moscovitz; o Barbeym, Jean Loup Sieff a Robert Doisneau
- Assignment in Morocco (1988) – BBC, režie: Clem Vallance; v souvislosti stého výročí National Geographic
- Maroc sans Frontière (1996) – režie: Mostafa Bouazzaoui pro Marockou televizi
- Les Italiens (2002) – režie: Caroline Thiénot; betanum, 10 min
- Panoramiques Maroc (2003) – Caroline Thiénot; betanum, 12 min
- Grand Angle (2005) – 2M, Maroc
- Mai 68 vu par Bruno Barbey (2008) – Caroline Thienot

## Sbírky
Barbeyho díla jsou v následujících sbírkách:
- Magnum Photos: Photographic Collection, Harry Ransom Center, University of Texas v Austinu